# Liste d'élections en 1918
Chronologie des élections
- 1914
- 1915
- 1916
- 1917
- 1918
- 1919
- 1920
- 1921
- 1922

Cette liste recense les élections organisées durant l'année 1918. Elle inclut les élections législatives et présidentielles nationales dans les États souverains, ainsi que les principaux référendums.

## Par mois

### Février
| Date       | Pays     | Élections      | Notes | Résultats |
| ---------- | -------- | -------------- | ----- | --- |
| 10 février | Colombie | Présidentielle |       | Le Parti conservateur (droite) conserve la présidence de la République : Marco Fidel Suárez est élu avec 52,8 % des voix face à deux autres candidats, et succède à José Vicente Concha. |
| 24 février | Espagne  | Législatives   |       | Chambre sans majorité. Le bloc des partis libéraux perd sa majorité absolue des sièges au Congrès des députés, mais y demeure la principale force. Antonio Maura (Parti mauriste : droite) devient Premier ministre à la tête d'un large gouvernement de coalition incluant les divers partis libéraux et conservateurs. |

### Mars
| Date          | Pays          | Élections      | Notes                                                 | Résultats |
| ------------- | ------------- | -------------- | ----------------------------------------------------- | --- |
| 1er mars      | Brésil        | Présidentielle |                                                       | Francisco de Paula Rodrigues Alves (Parti républicain pauliste : centre-droit agraire, au pouvoir) est élu avec 99,1 % des voix face à plusieurs autres candidats. Il meurt toutefois de la grippe espagnole avant de pouvoir entrer en fonction. |
| 3 mars        | Chili         | Législatives   |                                                       | L'Alliance libérale (libérale, progressiste), qui disposait de la majorité relative des sièges à la Chambre des députés, remporte la majorité absolue.                                                                                            |
| 11 et 18 mars | Liechtenstein | Législatives   | Des partis politiques existent pour la première fois. | Le Parti progressiste des citoyens (droite national-conservatrice, catholique et agraire) remporte une courte majorité absolue des sièges. Josef Ospelt (PPC) n'est toutefois nommé chef du gouvernement qu'en 1921.                              |

### Avril
| Date     | Pays     | Élections                      | Notes | Résultats |
| -------- | -------- | ------------------------------ | --- | --- |
| 7 avril  | Monaco   | Législatives                   | Le pays n'a pas à cette date un régime de gouvernement responsable.                                                                    | Tous les élus siègent sans étiquette. |
| 22 avril | Danemark | Législatives                   | Les femmes ont le droit de vote pour la première fois.                                                                                 | Chambre sans majorité. Le parti Venstre (centre-gauche agraire) conserve sa majorité relative des sièges. Carl Theodor Zahle (Parti social-libéral : gauche social-libérale) demeure Premier ministre à la tête d'un gouvernement minoritaire principalement constitué de membres de son parti mais incluant également le social-démocrate (travailliste) Thorvald Stauning. |
| 28 avril | Portugal | Législatives et présidentielle | Les élections font suite au coup d'État militaire de décembre 1917. Les principaux partis boycottent le scrutin organisé par la junte. | Le Parti national républicain (droite conservatrice catholique, parti de la junte) remporte plus des deux tiers des sièges à la Chambre des représentants et la majorité relative des sièges au Sénat. Le dictateur Sidónio Pais (PNR), seul candidat, remporte automatiquement 100 % des suffrages à l'élection présidentielle.                                             |

### Mai
| Date         | Pays     | Élections                    | Notes | Résultats |
| ------------ | -------- | ---------------------------- | --- | --- |
| 11 mai       | Danemark | Législatives (chambre haute) | Le Landsting est élu principalement par les citoyens au suffrage direct, et partiellement par les membres du parlement sortant. | Chambre sans majorité. Le parti Venstre (centre-gauche agraire) y conserve sa majorité relative des sièges.                                                                    |
| 19 au 29 mai | Roumanie | Législatives                 | | Le Parti conservateur remporte la majorité écrasante des sièges dans les deux chambres. Alexandru Marghiloman (Parti conservateur) demeure président du Conseil des ministres. |
| mai          | Bolivie  | Législatives                 | | Le Parti libéral conserve sa large majorité des sièges à la Chambre des députés et la totalité des sièges au Sénat.                                                            |

### Juin
| Date       | Pays        | Élections    | Notes | Résultats |
| ---------- | ----------- | ------------ | --- | --- |
| mai à juin | Chine       | Législatives | Le scrutin est marqué par un très fort niveau de corruption, et les députés pour le Tibet, le Xinjiang et le Qinghai sont simplement nommés par le gouvernement. | Le « Club de la paix et du bonheur » achète et remporte une majorité écrasante des sièges. L'assemblée élit Xu Shichang à la présidence de la République. |
| 9 juin     | Saint-Marin | Législatives | | Les élus siègent officiellement sans étiquette, mais la plupart d'entre eux sont libéraux ou socialistes.                                                 |

### Juillet
| Date       | Pays       | Élections     | Notes | Résultats |
| ---------- | ---------- | ------------- | --- | --- |
| 3 juillet  | Pays-Bas   | Législatives  | Premières élections au suffrage universel masculin.                                                                                        | Parlement sans majorité. Alternance. La Ligue générale des caucus catholiques romains (centre-droit chrétien social, corporatiste) demeure la principale force à la Chambre des représentants, avec moins d'un tiers des sièges. Charles Ruijs de Beerenbrouck (LGCCR) devient Premier ministre à la tête d'un gouvernement de coalition des partis de la droite chrétienne. |
| 7 juillet  | Panama     | Législatives  | Bien que juridiquement une démocratie indépendante, le Panama à cette date est de fait une oligarchie sous forte influence des États-Unis. | La victoire de l'opposition à ces élections est contestée par le gouvernement, et annulée par une commission composée d'observateurs venus des États-Unis. La majorité absolue des sièges est alors accordée aux partisans du gouvernement. |
| 28 juillet | Luxembourg | Constituantes | 1er tour | - |

### Août
| Date   | Pays       | Élections     | Notes   | Résultats |
| ------ | ---------- | ------------- | ------- | --- |
| 4 août | Luxembourg | Constituantes | 2d tour | Assemblée sans majorité, où le Parti de la droite (chrétien-démocrate, conservateur) obtient la majorité relative des sièges. Elle adopte des révisions constitutionnelles instituant notamment le suffrage universel. |

### Octobre
| Date       | Pays    | Élections                 | Notes | Résultats |
| ---------- | ------- | ------------------------- | --- | --- |
| 19 octobre | Islande | Référendum d'indépendance | Les Islandais sont invités à se prononcer pour ou contre une proposition d'indépendance vis-à-vis du Danemark. | La proposition est approuvée par 92,6 % des votants. Le royaume d'Islande voit le jour en décembre, mais choisit de déléguer au Danemark la gestion de sa politique étrangère. |
| 21 octobre | Norvège | Législatives              | 1er tour. | - |

### Novembre
| Date             | Pays       | Élections    | Notes    | Résultats |
| ---------------- | ---------- | ------------ | -------- | --- |
| 5 novembre       | États-Unis | Législatives |          | Alternance. Le Parti républicain remporte la majorité absolue des sièges aux deux chambres du Congrès, privant le président Woodrow Wilson du contrôle du Congrès.                                                          |
| 4 au 11 novembre | Norvège    | Législatives | 2d tour. | Parlement sans majorité. Le Parti libéral (centre-gauche social-libéral) perd sa majorité absolue des sièges. Gunnar Knudsen (libéral) demeure néanmoins Premier ministre, dirigeant désormais un gouvernement minoritaire. |

### Décembre
| Date        | Pays        | Élections    | Notes                                                                                         | Résultats |
| ----------- | ----------- | ------------ | --------------------------------------------------------------------------------------------- | --- |
| 14 décembre | Royaume-Uni | Législatives | Pour la première fois, tous les hommes ont le droit de vote, ainsi que la plupart des femmes. | Le gouvernement de coalition au pouvoir depuis 1916 remporte une écrasante majorité des sièges. Le Parti conservateur remporte à lui seul la majorité absolue des sièges mais maintient sa coalition avec une faction du Parti libéral (social-libéral) et d'anciens travaillistes. David Lloyd George (Parti libéral) demeure Premier ministre. En Irlande, le Parti parlementaire irlandais (nationalisme modéré, libéral) s'effondre au profit du Sinn Féin (nationalisme révolutionnaire). Les élus du Sinn Féin refusent de siéger au Parlement britannique, créent le Dáil Éireann (Parlement irlandais) et enclenchent la guerre d'indépendance irlandaise. |